# 199194 Calcatreppola
199194 Calcatreppola è un asteroide della fascia principale. Scoperto nel 2006, presenta un'orbita caratterizzata da un semiasse maggiore pari a 2,2742605 au e da un'eccentricità di 0,1485474, inclinata di 4,17391° rispetto all'eclittica.
L'asteroide è dedicato all'omonimo fiore.